# 関内駅前北口地区

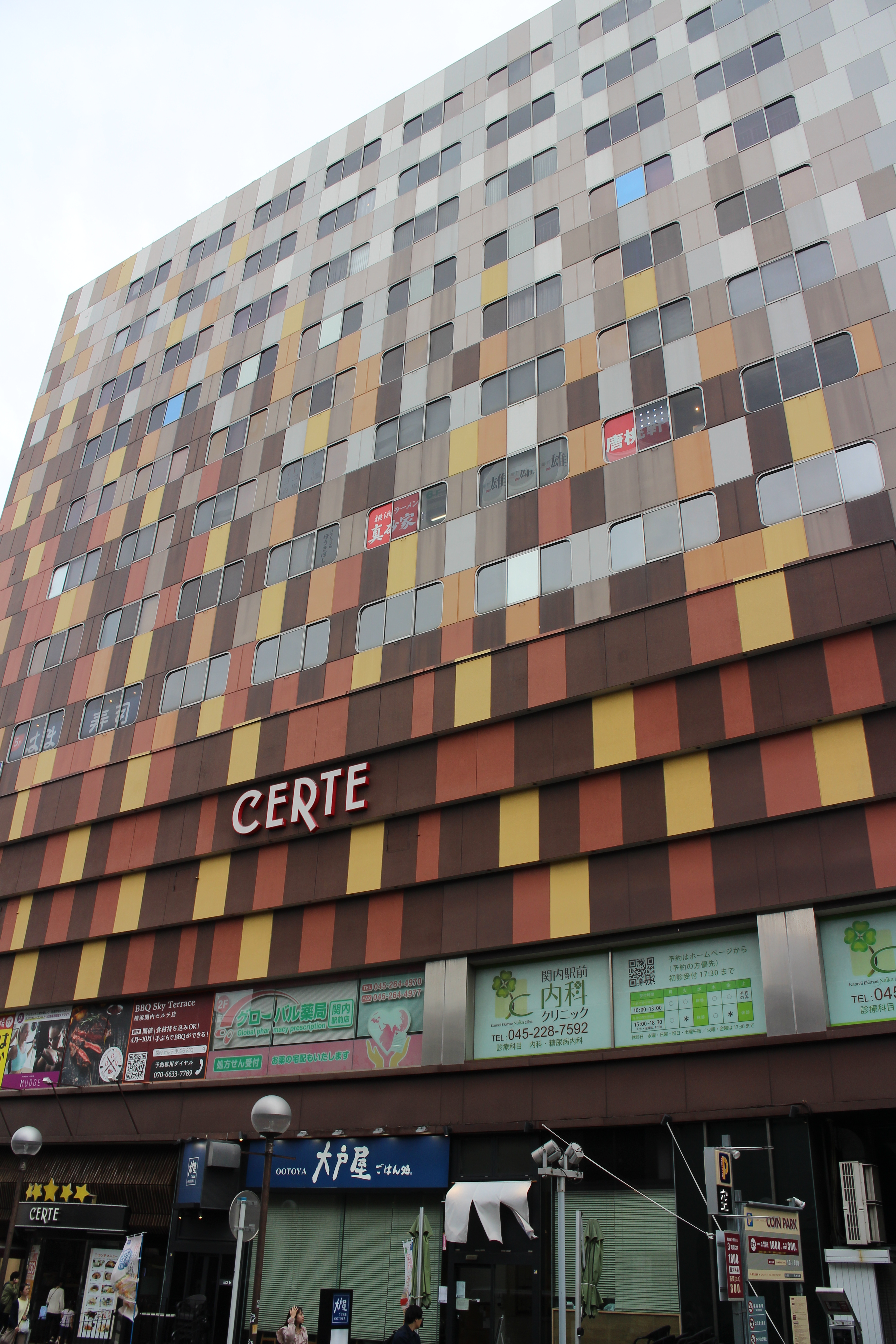
セルテ（2025年5月）

関内駅前北口地区（かんないえきまえきたくちちく）は、神奈川県横浜市中区にある再開発計画地区の名称。三菱地所を代表企業とし、スターツコーポレーション、鹿島建設、フジタ、三菱地所レジデンスが参加する再開発組合が主導する。
2024年5月24日に隣接地の関内駅前港町地区と共に「関内駅前地区第一種市街地再開発事業」として都市計画を決定、2025年4月の港町地区の再開発組合設立に続いて、当地区も同年6月25日に横浜市から再開発組合の設立認可を受け翌7月4日に設立、2025年度内の既存建物解体工事着工および2026年度の新築工事着工、2029年度の完成を目指す。
本項では主に当地区における再開発計画について記す。

## 概要
計画では関内駅北口付近にある商業施設「セルテ」などを解体し、その跡地（面積: 約0.8ヘクタール）に地下1階・地上20階建て、最大高さ106メートルの超高層ビルを建設し、低層部に商業施設、中層部にオフィス、高層部に高級賃貸マンション（約150戸）を設置するとしている。

## 周辺の開発とデッキ接続
当地区は関内駅北側の再開発エリア「関内駅前地区」のB地区の一部に該当し、同じくB地区の一部（隣接地）で三菱地所が開発を主導する関内駅前港町地区やその先のA地区（旧市庁舎跡地）で開発が進むBASEGATE横浜関内とスムーズに移動できる接続デッキの整備も計画されている。